# ييرمولاييفو (باسكورتوستان)
ييرمولاييفو (بالروسية: Ермолаево) هي مدينة في جمهورية باشكورتوستان في روسيا. يبلغ عدد سكانها حوالي 6260 نسمة.